# Villefranche-sur-Saône
Villefranche-sur-Saône este un oraș în Franța, sub-prefectură a departamentului Rhône, în regiunea Ron-Alpi. Orașul este înfrățit cu orașul Călărași din Republica Moldova.
1. ↑  répertoire géographique des communes, accesat în 26 octombrie 2015
2. ↑  dataset of postal codes in France, 1 octombrie 2018